# Casa Calimah-Ghika din Iași
Casa Calimah-Ghika este un monument istoric și de arhitectură din municipiul Iași, situat pe Ulița Goliei (în prezent Strada Cuza Vodă din Iași).